# Synagoge (Roermond)
De voormalige synagoge was een Joods gebedshuis in de Nederlandse stad Roermond, gelegen aan Hamstraat 20.

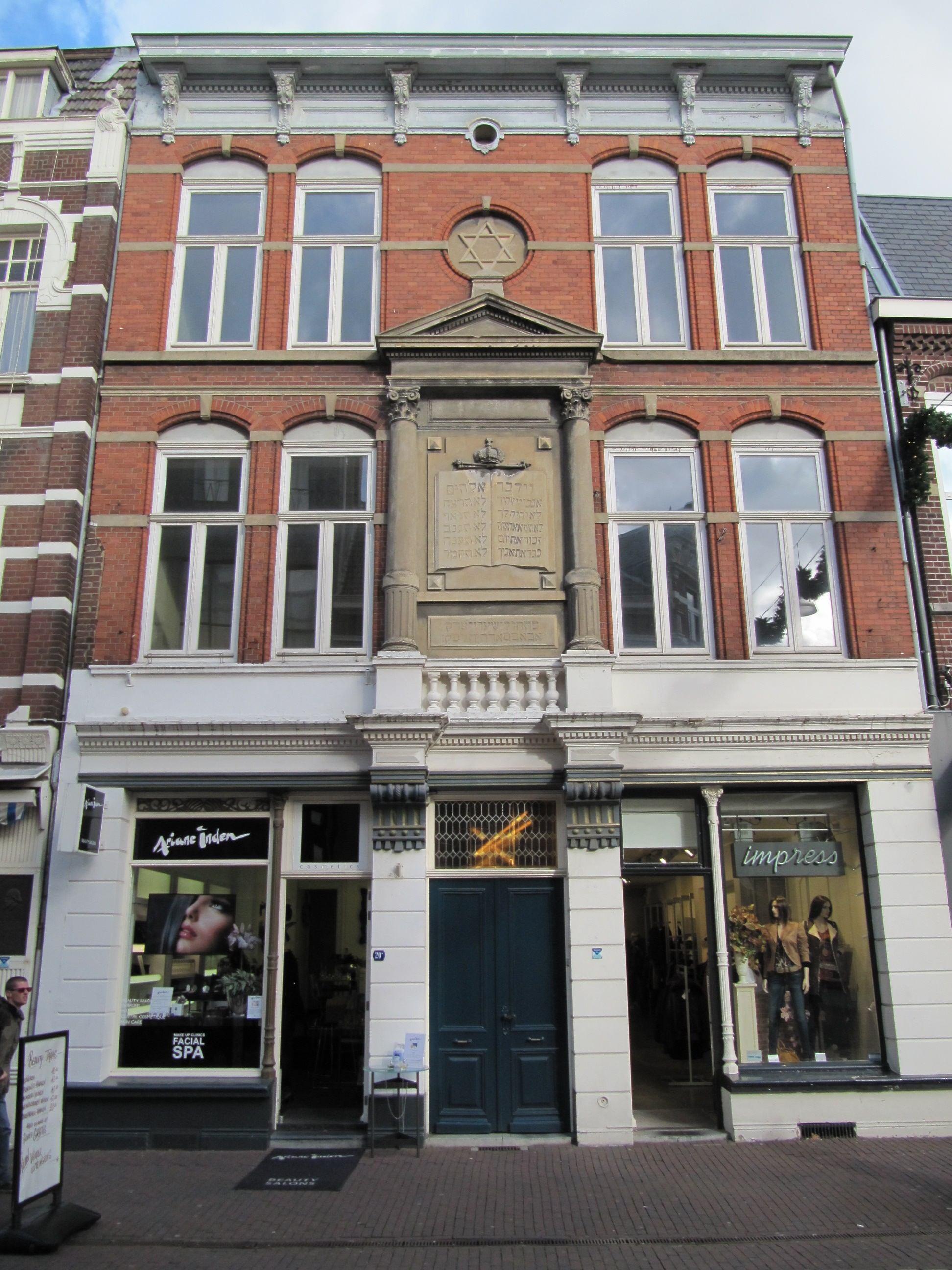
Voorgevel

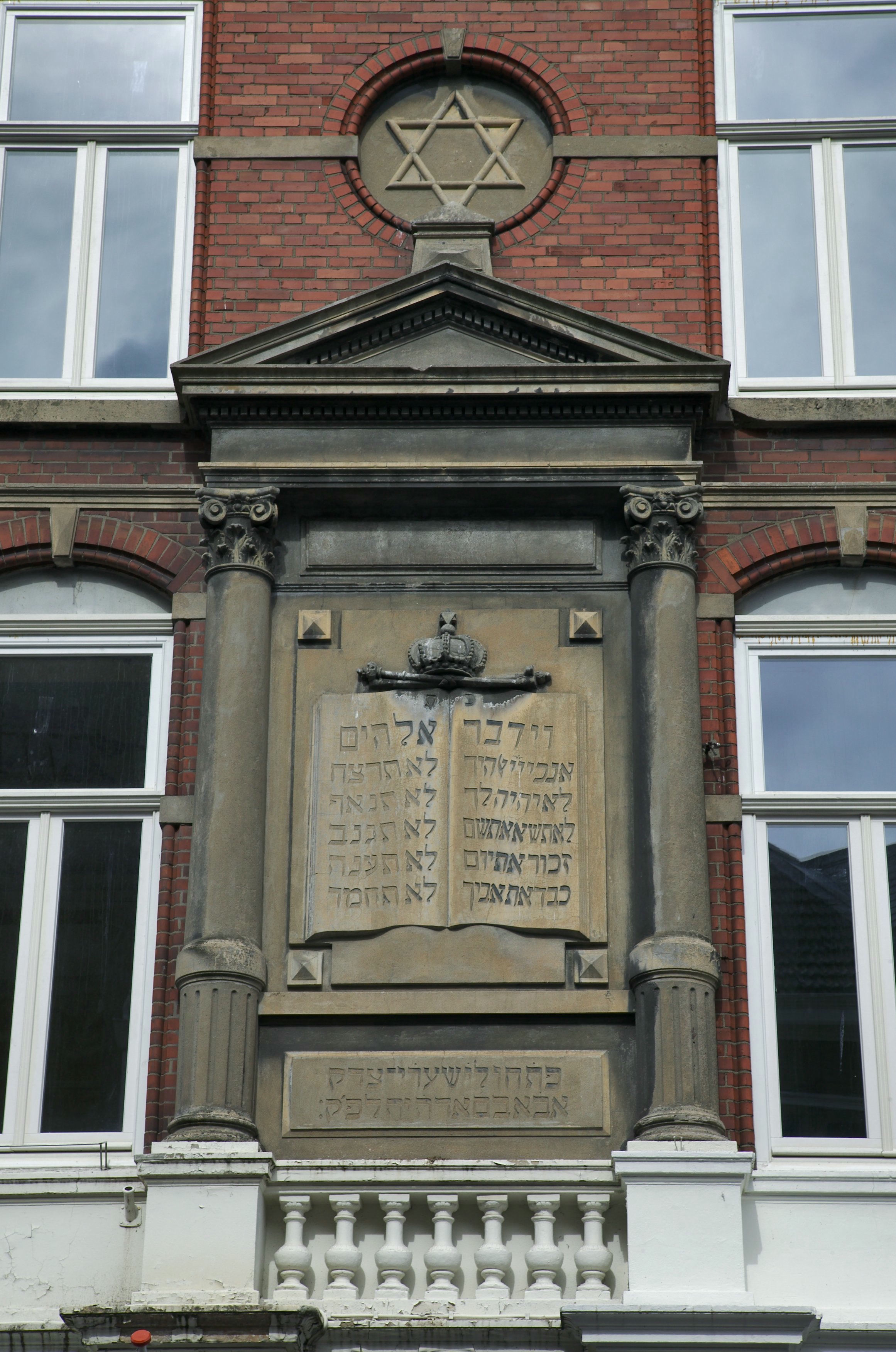
Detail

## Geschiedenis
De synagoge werd gebouwd in 1853 en was gelegen achter een voorhuis.  Het voorhuis werd in 1896 herbouwd in eclectische stijl met daarin twee winkelpanden, een joodse school en een woonhuis. Tussen beide winkelpanden loopt een gang naar de achtergelegen synagoge. De voorgevel van het pand wordt versierd met een natuurstenen ornament dat de tien geboden tussen zuilen toont en dat gedekt is door een fronton. Hierboven een ronde lijst voorzien van een davidsster.
De synagoge van 1853 werd door een geallieerd bombardement op het Roermondse station verwoest. De joodse architect A. Osnowicz ontwierp een nieuwe synagoge die in 1953 op de plaats van de voorganger werd gebouwd. In 1986 werd de Joodse gemeente opgeheven aangezien deze te klein was geworden om erediensten mogelijk te maken. In 2005 werd de synagoge in bruikleen overgedragen aan de Stichting Rura, sindsdien worden er rondleidingen gegeven. De synagoge bevat nog een deel van de inventaris en een aantal privévoorwerpen die de geschiedenis van de Joodse gemeenschap in Roermond illustreren.
Op de binnenplaats bevindt zich een monument voor de 133 Joodse medeburgers uit Roermond die de oorlogshandelingen niet overleefden. Het monument is ontworpen door de Joodse kunstenaar Appie Drielsma en werd op 5 mei 2007 onthuld.
De  Synagoge en de voorbouw zijn geklasseerd als rijksmonument.